# 860

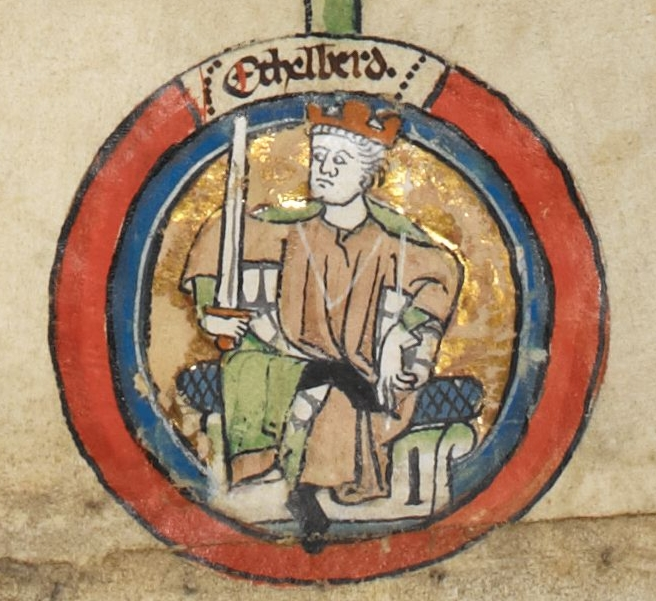
Koning Ethelbert van Wessex (835 - 865)

Het jaar 860 is het 60e jaar in de 9e eeuw volgens de christelijke jaartelling.

## Gebeurtenissen

### Byzantijnse Rijk
- De Varjagen (Vikingen die vanuit Scandinavië handelsreizen voeren) ondernemen een rooftocht naar de Zwarte Zee en vallen de buitenwijken van Constantinopel aan. Keizer Michaël III is niet aanwezig om de hoofdstad te verdedigen, hij voert een veldtocht tegen de Arabieren in Anatolië (huidige Turkije). Nadat de Varjagen de Prinseneilanden hebben geplunderd, wordt hun vloot (200 schepen) door een zware storm verwoest.[1]

### Brittannië
- Koning Ethelbald van Wessex overlijdt in Sherborne na een regeerperiode van 2½ jaar. Hij wordt opgevolgd door zijn broer Ethelbert als heerser over Wessex en de gebieden van Zuidoost-Engeland. De 16-jarige Judith, weduwe van Ethelbald, keert terug naar het West-Frankische Rijk.

### Europa
- Koning Karel de Kale geeft opdracht om verdedigingswerken aan te leggen langs de rivier de Seine en de Loire, om plunderingen van Vikingen tegen Frankische steden te verijdelen. Hij betaalt tevergeefs Wieland, een Vikinghoofdman die zijn legerkamp heeft gevestigd aan de oevers van de Somme, een verplichte schatting (Danegeld) om de Vikingen op het eiland Oissel te verdrijven. Wieland laat ze 'vrijwillig' ontsnappen.
- 7 juni - Koning Lodewijk de Duitser, zijn broer Karel de Kale en zijn neef Lotharius II komen in Koblenz bijeen. Ze hernieuwen de Eed van Straatsburg en beëindigen hun conflict over de verdeling van het Frankische Rijk.
- De Viking-hoofdmannen Hastein en Björn Järnsida vestigen een legerkamp aan de monding van de Rhône en voeren plundertochten stroomopwaarts. In Toscane worden de steden Pisa en Fiesole verwoest.
- Harald I volgt zijn vader Halfdan de Zwarte op als koning van Noorwegen (kleine rijkjes voornamelijk verspreid in het zuidoosten).

### Arabische Rijk
- Een Moors expeditieleger onder leiding van emir Mohammed I valt Navarra binnen. Hij neemt in Milagro kroonprins Fortún Garcés gevangen en voert hem als gijzelaar af naar Córdoba in Al-Andalus (huidige Spanje).

### Meso-Amerika
- Het schiereiland Yucatán (huidige Mexico) wordt getroffen door een periode van droogte die drie jaar zal duren. Vele Maya-steden kunnen hun bevolking niet meer voeden en raken verlaten. (waarschijnlijke datum)

### Lage Landen
- Eerste schriftelijke vermeldingen van Leiden en Tielrode. (waarschijnlijke datum)

## Geboren
- Gebhard, hertog van Lotharingen (waarschijnlijke datum)
- Johannes X, paus van de Katholieke Kerk (waarschijnlijke datum)
- Salomo III, Frankisch bisschop (waarschijnlijke datum)
- Sergius III, paus van de Katholieke Kerk (waarschijnlijke datum)

## Overleden
- Ethelbald (~26), koning van Wessex